# Gornate-Olona
Gornate-Olona – miejscowość i gmina we Włoszech, w regionie Lombardia, w prowincji Varese.
Według danych na rok 2004 gminę zamieszkuje 1901 osób, 475,2 os./km².